# Попельники
Попе́льники (укр. Попельники) — село в Снятынской городской общине Коломыйского района Ивано-Франковской области Украины.
Население по переписи 2001 года составляло 1512 человек. Занимает площадь 9,67 км². Почтовый индекс — 78356. Телефонный код — 03476.